# Anoplocaryum turczaninowii
Anoplocaryum turczaninowii là loài thực vật có hoa trong họ Mồ hôi. Loài này được Krasnob. mô tả khoa học đầu tiên năm 1967.